# Nguyễn Thị Lụa
Nguyễn Thị Lụa (Hanoi, 24 de juliol de 1991), és una lluitadora vietnamita de lluita lliure. Va participar en Jocs Olímpics de Londres 2012 aconseguint un 10è lloc en la categoria de 48 kg. Va competir en cinc campionats mundials, va aconseguir la 5a. posició en 2009. Va guanyar la medalla de plata en els Jocs Asiàtics de 2010 i el 12è. lloc en 2014. Va conquistar quatre medalles en Campionats Asiàtics, de plata en 2014 i 2016.